# Surrepifungium ingridae
Surrepifungium ingridae is een slakkensoort uit de familie van de Epitoniidae. De wetenschappelijke naam van de soort is voor het eerst geldig gepubliceerd in 2000 door A. Gittenberger & Goud.